# Mina B2
La B2 è una mina anticarro controcingolo funzionante a pressione di concezione e fabbricazione italiana. Adottata dal Regio Esercito nel 1935, è stata impiegata nella guerra di Spagna e durante la II Guerra Mondiale.

## Storia
La B2 è il frutto di una lunga evoluzione iniziata alla fine anni venti, che passata attraverso vari stati come la "S.C.G." con un solo portello superiore o senza portelli, è sfociata nel modello finale.
L’introduzione delle mine anticarro allungate fu dettata soprattutto da ragioni di economia di tempo e di risorse sul campo di battaglia. Difatti grazie a degli studi specifici si stabilì che l'uso di questa tipologia di ordigni permetteva di posare campi minati utilizzando un quarto delle mine e metà del personale, rispetto agli ordigni di forma più convenzionale. Purtroppo questi vantaggi erano in parte vanificati dalla complesse procedure di posa e dalla scarsa potenza delle B2, in quanto poco più di 3 kg di esplosivo ad alto potenziale, oltretutto suddivisi in due cariche relativamente distanziate, non erano certo il massimo dell’efficacia nemmeno contro i mezzi corazzati in servizio alla metà degli anni trenta.
Nonostante tutto, l'utilizzo della B2 durante la guerra di Spagna impressionò molto i partecipanti a quel conflitto, influenzando la successiva progettazione delle mine russe, tedesche e spagnole degli anni quaranta. Difatti queste nazioni pur migliorandone notevolmente il disegno, sfornarono una notevole serie di mine che si rifacevano concettualmente all’ordigno italiano, come le 1942-F e le H I spagnole, le TM-39 e le TMD-40 russe e, naturalmente, i tre modelli di Riegelmine tedesche. Anche il lontano Giappone prese in considerazione l’idea realizzando la cosiddetta “Yardstick” del 1943.
Naturalmente la B2 condizionò marcatamente anche la successiva produzione italiana di mine anticarro del periodo bellico, anche se il risultato fu la messa in servizio delle poco riuscite V. 3 e V. 5. L’idea di questa mina si è perpetuata ben oltre al fine del secondo conflitto mondiale, difatti la maggiore “vittima” della B2, l’esercito britannico, alla fine degli anni sessanta adottò la L9 "Barmine", aggiornandola nei decenni successivi con ben otto versioni successive. Dalla Barmine l’esercito e l’industria bellica indiana hanno derivato le mine 3A e 4C, estendendo praticamente il concetto guida della B2 fino al XXI secolo.

## Tecnica

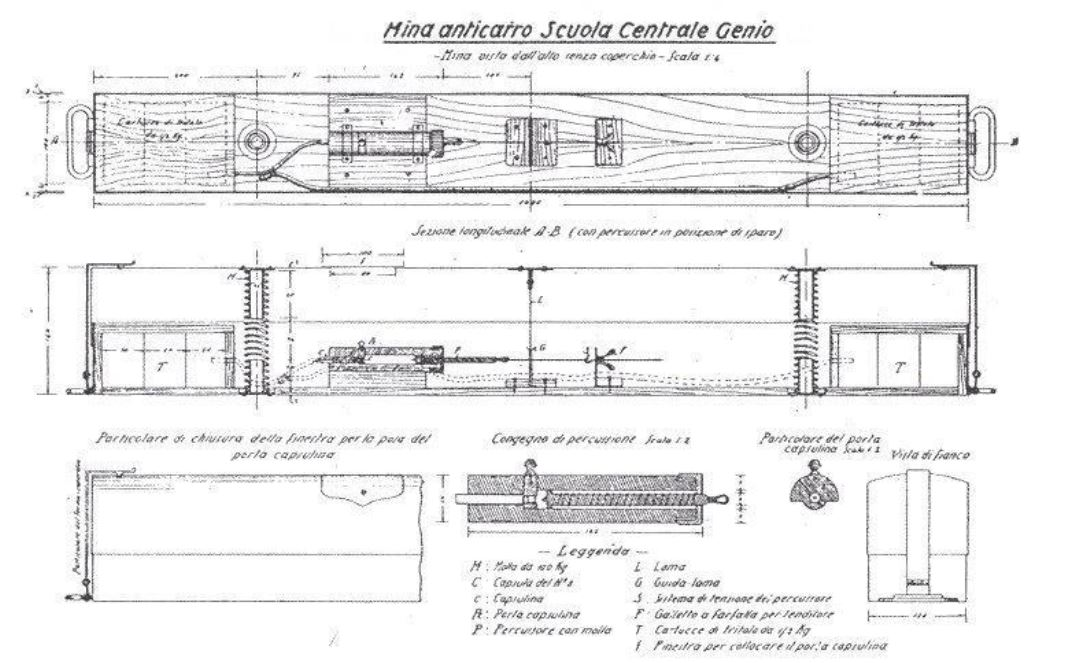
Tavola Informativa dell mina B2

La B2 è formata da una vasca prismatica di forma allungata, realizzata in lamiera di acciaio piegata e saldata, chiusa da un coperchio di pressione avvolgente dello stesso materiale. Caratteristica del coperchio di pressione è la presenza di due portelli incernierati nella parte superiore che permettono l’ispezione e l'accesso ai meccanismi di accensione. Il vincolo tra la vasca e il coperchio è dato da due catenelle fissate alle estremità della vasca che impegnano degli appositi ganci saldati alle estremità del coperchio.
La vasca è suddivisa in tre compartimenti, i due laterali contengono la carica esplosiva, mentre quello centrale ospita il sistema di accensione con i relativi sistemi di sicurezza e di taratura. I compartimenti laterali sono rivestiti in legno ed ospitano otto cartucce di TNT del n. 2 per parte, in tutto sedici cartucce da 200 g per un totale di 3,2 kg di esplosivo.
Il sistema di accensione è formato dal dispositivo di accensione, dal dispositivo di taratura e dai sistemi di sicurezza. Il dispositivo di accensione consiste in un accenditore a rilascio di tensione montato orizzontalmente su una basetta di legno situata in una metà della parte centrale e di un tenditore a vite situata nell’altra metà della stessa.

## Uso Operativo
Il funzionamento è dato da una pressione di almeno 120 kg sul coperchio di pressione che, vincendo la resistenza delle molle di contrasto, causa l'abbassamento dello stesso sulla vasca della mina. Questo provoca in successione il disinserimento della leva della sicura automatica dell'accenditore per mezzo delle asole del coperchio di pressione e il taglio del filo di ritenzione del percussore da parte della lama fissata al coperchio. Il percussore viene così sganciato e sotto la spinta della sua molla va a colpire l'innesco a percussione Vis, provocandone l’esplosione. Questa si trasmette al detonatore doppio che accendendo la miccia rapida, provoca l’accensione dei detonatori ordinari e il conseguente brillamento delle cariche principali.